# 阿世知幸男
阿世知 幸男（あせち ゆきお、1949年 - 2023年2月17日）はNHKの元アナウンサー。

## 人物
鹿児島県出身。鹿児島県立甲南高校、西南学院大学を卒業後1972年入局。初任地は室蘭放送局。室蘭時代には川端義明を先輩として指導。その後沖縄、仙台を経て東京アナウンス室。
1990年頃は熊本放送局の放送部副部長として新人時代の武田真一を指導した。1996年頃は福岡放送局でアナウンス統括を務めた。NHK文化センター福岡総支社長も務め、退職後は福岡市に住んだ。

## 番組
- スタジオ１０２ 「明日からスタート交通変更」～沖縄～ （1978年7月29日）
- 小さな旅
- 女性手帳
- こんばんはにっぽん
- きょうのスポーツとニュース（1985年度）
- トライ＆トライ（実験を担当するトライヤーを務めた）